# 米尔科·普佐维奇
米尔科·普佐维奇（1956年4月24日—），塞尔维亚男子拳击运动员。他曾代表南斯拉夫参加1984年夏季奥林匹克运动会拳击比赛，获得男子63.5公斤级铜牌。